# 테드 (유튜버)
테드(영어: Ted)는 샌드박스 네트워크 소속 게임리뷰 유튜버이다.

## 개요
테드는 2016년까지만 해도 평범한 직장인이었다가, 퇴근후에 취미삼아 게임방송을 시작한 것이 계기가 되어, 개인방송을 시작했고, 유튜버로 발전하게 되었다. 카트라이더 러쉬플러스나 브롤스타즈 및 배틀그라운드 모바일 등 여러 콘텐츠를 제작하고 있다.

## 장르

#### 모바일 게임 리뷰
- 클래시 로얄
- 붐비치
- 카트라이더 러쉬플러스
- 모바일 배틀그라운드
- 브롤스타즈
- 클래시 오브 클랜
- 원신
- 리그 오브 레전드: 와일드 리프트
- 쿠키런: 킹덤

#### PC게임 리뷰
- 배틀그라운드
- 마인크래프트